# Al-Mughayr
Al-Mughayr (tiếng Ả Rập: المغير) là một ngôi làng Syria nằm trong phó huyện Karnaz của huyện Mahardah thuộc tỉnh Hama. Theo Cục Thống kê Trung ương Syria (CBS), al-Mughayr có dân số 1.491 trong cuộc điều tra dân số năm 2004. Cư dân của nó chủ yếu là người Hồi giáo Sunni.